# テディ・ウィリアムズ (ラグビーユニオン)
テディ・ウィリアムズ（Teddy Williams、2000年10月18日 - ）は、ユナイテッド・ラグビー・チャンピオンシップのカーディフに所属している、ウェールズ出身のラグビーユニオン選手。

## 経歴
父はオーウェン・ウィリアムズ（Owain Llewelyn Williams）、叔父はギャレス・ウィリアムズ（Gareth Williams）で、どちらもウェールズ代表キャップを持つ。
2019年、U20ウェールズ代表に選出され、U20シックス・ネイションズ・チャンピオンシップなどに出場した。
2020年9月、カーディフとプロ契約を結んだ。プロ14（現ユナイテッド・ラグビー・チャンピオンシップ）2020-21シーズン第6節のベネットン戦でカーディフデビューを果たした。
2023年1月、ウェールズ代表チームに招集された。 2023年8月19日、ラグビーワールドカップ2023前哨戦の南アフリカ共和国代表戦で控えから出場し、代表初キャップを獲得。しかし、ワールドカップチームには選出されなかった。11月4日、バーバリアンズとのキャップ対象外の試合で、控えで出場した。